# Fjodor Wassiljewitsch Zerewitinow
Fjodor Wassiljewitsch Zerewitinow (russisch Фёдор Васильевич Церевитинов; * 24. Julijul. / 5. August 1874greg. in Peredel, Russisches Kaiserreich; † 10. Juni 1947 in Moskau) war ein russischer Chemiker. Er war ab 1920 Professor für Organische Chemie an der Universität Moskau. Ab 1924 war er zusätzlich noch an der  Technischen Hochschule Moskau als Professor tätig.

## Wissenschaftliches Wirken
Zerewitinow forschte in der Lebensmittelchemie und führte die industrielle Pektin-Herstellung ein. Aufbauend auf Arbeiten von Lew Alexandrowitsch Tschugajew (auch Tschugaeff oder Čugaev) entwickelte er die Zerewitinow-Reaktion, eine analytische Methode zur Bestimmung des aciden Wasserstoffs (in Wasser, Alkoholen, Aminen und endständigen Alkinen) mit dem Zerewitinow-Reagenz (Methylmagnesiumhalogenid). Die Menge des entstehenden Methans wird gasvolumetrisch bestimmt.